# Kwai (aplicación)
Kwai, también conocida como Kuaishou, es una aplicación móvil china para compartir vídeos cortos de usuarios, red social, y editor de efectos especiales de video, con sede en distrito de Haidian (Pekín), desarrollada en 2011 por la empresa Beijing Kuaishou Technology, por ingenieros Hua Su (宿华) y Cheng Yixiao (程一笑).
En 2019, tuvo una base de usuarios mundial de más de 200 millones, encabezando las listas de «más descargados» de Google Play y Apple App Store en ocho países. También en India, esta aplicación se conocía como Snack Video. Al mes de abril de 2021 contaba con más de 150 millones de usuarios en el mundo, fuera de sus usuarios del mercado chino. Su principal competidor es TikTok, conocido como Douyin en China.
Antes de cofundar Kuaishou, Hua Su había trabajado para Google y Baidu como ingeniero de software.

## Historia
El predecesor de Kuaishou, "GIF Kuaishou", se fundó en marzo de 2011. GIF Kuaishou era una aplicación móvil creada para hacer y compartir imágenes GIF. En noviembre de 2012, Kuaishou se transformó en una comunidad de vídeos cortos, y en una plataforma para que los usuarios grabaran y compartieran vídeos que mostraban su vida cotidiana. En 2013, la aplicación ya había alcanzado los 100 millones de usuarios diarios. En 2019, esa cifra superó los 200 millones de usuarios diarios activos.
En marzo de 2017, Kuaishou cerró una ronda de inversión de 350 millones de dólares liderada por Tencent. En enero de 2018, Forbes estimó la valoración de la empresa en 18000 millones de dólares.
En 2019, la compañía anunció una asociación con el Diario del Pueblo, un periódico oficial del Partido Comunista de China, para ayudarle a experimentar con la inteligencia artificial en las noticias.
En marzo de 2020, Kuaishou compró la plataforma de vídeo online AcFun.
En enero de 2021, Kuaishou anunció que planeaba una oferta pública inicial que buscaría recaudar aproximadamente 5000 millones de dólares. Las acciones de Kuaishou completaron su primer día de cotización a 300 HKD ($38.70), superando su precio de oferta inicial en más del doble, y haciendo que su valor de mercado se disparase a más de 1 billón de HKD (159,000 millones de dólares).
En febrero de 2021, las acciones de Kuaishou empezaron a cotizar a $338 de Hong Kong por acción y subieron hasta un 200%, hasta $345 de Hong Kong, frente a su precio de salida a bolsa de $115 de Hong Kong. Las acciones cerraron a 300 dólares de Hong Kong el viernes, valorando la empresa, que lleva 10 años sin ser rentable, en 1.23 billones de dólares de Hong Kong (159,000 millones de dólares).
En febrero de 2021, las acciones de la empresa china de aplicaciones de vídeos breves Kuaishou se dispararon un 194% en su debut en la Bolsa de Hong Kong.